# Thug Buhram
Thug Buhram (1765 - 1840) was een leider van de Indiase Thuggee misdadigersnetwerk, die geregeld opduikt in zoektochten naar de grootste seriemoordenaar aller tijden. Er worden tot aan 931 roofmoorden in Brits-Indië aan hem toegedacht, gepleegd door middel van verwurging met het ceremoniële gele kleed van de Thuggee (de rumal). In tegenstelling tot wat in koloniale tijden gedacht werd, waren de thuggee niet godsdienstig geïnspireerd voor hun misdaden, wel deden ze net als de meeste andere Indiërs mee aan godsdienstige rituelen.

## Betwijfelbaar
Waarschijnlijk is de omvang van Buhrams daden gedeeltelijk een misvatting. De bron voor zijn nooit geverifieerde bekentenis is een manuscript over de Thuggee door een lid van de Britse Oost-Indische Compagnie, die de schijn van subjectiviteit tegen heeft vanwege de Britse overheersing destijds. Bovendien staat in het schrift vermeld dat Buhram verklaard heeft over een tijdspanne van veertig jaar aanwezig te zijn geweest bij 931 moorden, gepleegd door groepen Thuggee van 25 tot 50 personen. Persoonlijk gaf hij aan 'slechts' 125 mensen eigenhandig te hebben vermoord.
Buhram werd in 1840 opgehangen, nadat hij eerst als informant diende voor de Britten.